# Burtina basalis
Burtina basalis là một loài bướm đêm trong họ Geometridae.